# الدوري الفنزويلي الممتاز 2014–15
الدوري الفنزويلي الممتاز 2014–15 (بالإسبانية: Primera División Venezolana 2014-15)‏ هو الموسم 95 من الدوري الفنزويلي الممتاز. كان عدد الأندية المشاركة فيه 18، وفاز فيه ديبورتيفو تاشيرا.